# Saint-Maden
Saint-Maden település Franciaországban, Côtes-d’Armor megyében. Lakosainak száma 220 fő (2022. január 1.). Saint-Maden Guenroc, Plouasne, Plumaudan, Saint-Juvat és Tréfumel községekkel határos.

## Népesség
A település népessége az elmúlt években az alábbi módon változott:
| Lakosok száma | 282  | 283  | 246  | 202  | 209  | 224  | 231  | 226  | 223  | 220  |
|               | 1968 | 1982 | 1990 | 2006 | 2013 | 2015 | 2017 | 2019 | 2020 | 2022 |